# 木戶衣吹
木戶衣吹（日语：／ Kido Ibuki，1997年11月14日—）是日本女性聲優、歌手。青森縣出身。隷屬於HoriPro International。

## 經歷
小學4年級時看了《守護甜心！》裡聲演星名歌唄的水樹奈奈的熱演，便決定以成為聲優為志向，從此便開始對自己愛讀的漫畫作配音練習。其後在2011年參加著名的「ホリプロタレントスカウトキャラバン」選秀會，過去曾有綾瀨遙、石原聰美等後來大紅的明星誕生的活動，並在1萬2745名參賽者中淘汰到最後10名決選。雖然最後並未取得后冠，但還是被Horipro簽下來了，並在2012年參與動畫演出。
2014年秋天在King Records與山崎惠理組成團體「every♥ing!」出道。
2016年3月6日高中畢業。
2017年11月26日「every♥ing!」解散。
2024年11月14日，在X上宣布与一般男性结婚。

## 人物
喜歡的食物是昆布絲、芝士蛋糕，不擅長的事物是妖怪，座右銘是「回歸初心」，特技是挖耳朵。

## 演出作品
※粗體字表示說明飾演的主要角色。

### 電視動畫
2012年
- 聖誕之吻SS＋ plus（實行委員）
- 其中1個是妹妹！（學生）
- 就算是哥哥，有愛就沒問題了，對吧（姬小路秋子[8]）
- Aikatsu！偶像活動！（冰室朝美、森胡桃）

2013年
- GJ部（四之宮霞、貓）
- 我的妹妹哪有这么可爱。（莉亚·哈格丽）
- 果然我的青春戀愛喜劇搞錯了。（由香）
- 科學超電磁砲S（妹）
- 變態王子與不笑貓（女學生A）
- 歸宅部活動記錄（安藤夏希）
- 青春紀行（岡千波）

2014年
- 愚者信長（尼爾）
- HAMATORA ─超能偵探社─（妹）
- 姐姐來了（藤咲美奈）
- 47都道府犬R（青森犬）
- pupa（長谷川夢[9]）
- 健全機鬥士（真境名鈍子[10]）
- 如果折斷她的旗（菜波·K·布列德費爾德）
- GJ部@（四之宮霞）
- 東京ESP（漆葉凜華）
- 精靈使的劍舞（克蕾兒·露裘）
- 我家浴室的現況（霞、男生們）
- 召しませロードス島戦記 〜それっておいしいの?〜（日语：召しませロードス島戦記 〜それっておいしいの?〜）（ドリ）

2015年
- ISUCA依絲卡（島津朔邪）
- 靈感少女（天海響）
- 空戰魔導士培訓生的教官（克莉絲緹娜·巴克霍隆）
- 全部成為F THE PERFECT INSIDER（真賀田四季）

2016年
- 房東妹子青春期（植野真由）
- 麵包日常！（谷南）
- 爆音少女！！（中野千雨）
- 炸豬排DJ揚太郎（唐井詩織）
- SHOW BY ROCK!!#（韓朵蕾柯）
- TRICKSTER －來自江戶川亂步「少年偵探團」－（野呂誠）

2017年
- 學園少女突襲者 Animation Channel（緋之宮二穗）
- 喵咪days（瑪[11]、朋友A）
- 偶像事變（綾井白雪[12]）
- 情色漫畫老師（神野惠）
- 戰鬥女子學園（千導院楓）
- 國王遊戲 The Animation（村角愛美）

2018年
- 偶像活動Friends！（湊澪）

2019年
- 偶像活動 on Parade！（湊澪）

2020年
- BREAKERS（愛）
- 攀岩！ -Climbing Girls-（菊池春奈）

2021年
- SHOW BY ROCK!! STARS!!（韓朵蕾柯）
- 偶像活動Planet！（甜蜜蛋糕）
- 魔法科高中的優等生（四十九院沓子）
- MUTEKING THE Dancing HERO（少年穆特基、天之聲）

2022年
- 超異域公主連結 Re:Dive Season 2（紡希[13]）

### OVA
2012年
- 名偵探♥解謎公主（詩音日菜美[14]）

2018年
- 牵牛花与加濑同学（三河）

2019年
- 情色漫畫老師（神野惠）

### 劇場版動畫
2014年
- 偶像大師 劇場版 前往光輝的另一端！（矢吹可奈）

2020年
- 順其自然的日子（小新）

### 遊戲
2012年
- 偶像學園！灰姑娘課程（冰室朝美）

2013年
- 偶像大師 百萬人演唱會！（矢吹可奈）
- 嫁Colle（姬小路秋子、木戶衣吹、岡千波、菜波·K·布列德費爾德、克蕾兒·露裘、天海響）

2014年
- 偶像大師：全力以赴（矢吹可奈）※DLC追加角色
- 學園少女突襲者（緋之宮二穗）
- 貓耳求生者！（春、艾莉、露露[15]）
- Heroes Placement（極樂濱繭）
- 巫女之社（若槻美衣）
- 歡迎來我家（伊吹美津佳）
- 精靈使的劍舞 DayDreamDuel（克蕾兒·露裘）

2015年
- 偶像學園！My No.1 Stage!（冰室朝美）
- 英雄傳說 空之軌跡 FC Evolution（梅貝爾市長[16]）
- 音速少女隊 -Photon Angels-（亞妲、莉莉[17]）
- XUCCESS HEAVEN（紺碧）
- 超銀河船團（長谷部瑞希、約娜娜約）
- 戰鬥女子學園（千導院楓）
- 公主連結（繭宮紡希）
- 我家的小貓（努莉[18]）

2016年
- 偶像學園！寫真舞台！！（冰室朝美）
- 妃十三學園 Alternative Girls（西園寺玲[19]）
- 最終騎士-X fragments-（阿克婭）
- 偶像事變（綾井白雪）
- 蒼之騎士團（潘妮洛普[20]）
- 闇影詩章（次元魔女·桃樂絲[21]）
- 弩龍戰機（爆炎的加美[22]）
- 徽章戰士 女孩任務（豐穰實）
- 問答RPG 魔法使與黑貓維茲（希蜜拉兒）

2017年
- 啦啦魔法（九條紗彩[23]）
- 槍彈突擊小妖精（垣間南[24]）
- 偶像大師 百萬人演唱會！劇場時光（矢吹可奈）
- 旋光的輪舞2（凱蒂·希亞·傑耶茱恩[25]）
- 魔法紀錄 魔法少女小圓外傳（三栗菖蒲）

2018年
- 超異域公主連結 Re:Dive（紡希[26]）
- 世界終末症候群（山田花子、二階堂玲衣[27]）

2019年
- Tokyo Chronos（桃野夕）

2020年
- SHOW BY ROCK!! Fes A Live（韓朵蕾柯）
- 靈魂行者（莉莉•普露梅茜）

2021年
- 怪物彈珠（物乃具姫[28]、比絲卡絲[29]）
- 崩壞3（時雨綺羅[30]）

2025年
- 寶可夢大師（烏栗）

### 廣播劇CD
2012年
- 就算是哥哥，有愛就沒問題了，對吧（姬小路秋子）※小說第7卷附贈廣播劇CD特裝版

2013年
- 青春紀行（岡千波）

2014年
- PERFECT IDOL THE MOVIE（矢吹可奈）
- 如果折斷她的旗（菜波·K·布列德費爾德）※小說第8卷附贈廣播劇CD特裝版

2015年
- 偶像大師 百萬人演唱會！ 系列（矢吹可奈）
- 我們的奇蹟（小孩）※第13卷附贈廣播劇CD限定特裝版

2016年
- 到您登場囉！輝夜大人（咲夜[31]）※小說第2卷附贈廣播劇CD限定特裝版

2018年
- 精靈使的劍舞～Elemental·Dreamer～（克蕾兒·露裘）

### 廣播節目
- 就算是哥哥，有大家的愛就沒問題了，對吧（2012年－2013年，音泉、HiBiKi Radio Station）
- 正式上場只有一次電台（2013年，音泉、HiBiKi Radio Station（日语：HiBiKi Radio Station））
- 木戶衣吹、惠理的夢色學院 Doki☆Doki參觀日（2014年－2016年，超!A&G+）
- 如果折斷她的旗廣播（2014年，音泉）[32]
- 精靈使的劍舞放送（2014年，HiBiKi Radio Station）[33]
- 今夜也吵吵鬧鬧♪靈感少女…廣播。（2015年，音泉）[34]
- 徽章戰士 女孩任務 廣播高中（2016年，超!A&G+）[35]
- every♥ing!的夢色廣播（2016年－2017年，超!A&G+）
- 木村昴、木戶衣吹 咦，即使隨心所欲也不會生氣嗎！？（2018年－，Canime Prime）[36]

### 電視節目
- 木戶衣吹的還是FRESH!（2017年－，AmebaFRESH![37]）

### 影像商品
- THE IDOLM@STER M@STERS OF IDOL WORLD!!2014（2014年）[38]
- THE IDOLM@STER MILLION LIVE! 1stLIVE HAPPY☆PERFORM@NCE!! Blu-ray（2014年）[39]
- THE IDOLM@STER MILLION LIVE! 2ndLIVE ENJOY H@RMONY!! LIVE Blu-ray（2015年）[40]
- THE IDOLM@STER M@STER OF IDOL WORLD!!2015 Live Blu-ray（2016年）[41]
- THE IDOLM@STER MILLION LIVE! 3rdLIVE TOUR BELIEVE MY DRE@M!! LIVE Blu-ray（2016年）[42][43][44]
- THE IDOLM@STER MILLION LIVE! 4thLIVE TH@NK YOU for SMILE! LIVE Blu-ray（2018年）[45]
- THE IDOLM@STER MILLION LIVE! 5thLIVE BRAND NEW PERFORM@NCE!!! LIVE Blu-ray（2019年）[46]
- THE IDOLM@STER MILLION LIVE! 6thLIVE TOUR UNI-ON@IR!!!! LIVE Blu-ray Princess STATION @KOBE（2020年）[47]

### 其他
- 歌樂 汽車導航誘導聲：青森篇（木戶衣吹）
- 歌樂 方言版聲音下載（十和田林檎[48]）
- 夏普 機器人吸塵器「高級的COCOROBO」（COCOROBO[49]）
- 東北應援角色「東北俊子」UTAU音源（東北潮來）
- 電子雜誌《Magalry木戶衣吹的「加油」〜就算是女子高中生的聲優雜誌，有愛就能讀下去了對吧〜》
- 真人電影《與你，徒然》（2019年，後輩[50]）

### 音樂

#### 音樂CD
every♥ing!活動詳細請移至every♥ing!
| 發行日期 | 標題                                                             | 名義 | 曲名                                                     | 備註                                                               |
| 2012年   | 2012年                                                           | 2012年 | 2012年                                                   | 2012年                                                             |
| -------- | ---------------------------------------------------------------- | --- | -------------------------------------------------------- | ------------------------------------------------------------------ |
| 8月3日   |                                                                  | 詩音日菜美（木戶衣吹） | 「」                                                     | OVA《名偵探♥解謎公主》主題曲                                       |
| 10月31日 |                                                                  | 莉莉安娜妹妹［姬小路秋子（木戶衣吹）、那須原安娜史塔希亞（茅原實里）、猿渡銀兵衛春臣（下田麻美）、二階堂嵐（喜多村英梨）］                                                                                           | 「」                                                     | 電視動畫《就算是哥哥，有愛就沒問題了，對吧》片尾曲                 |
| 10月31日 | 姬小路秋子（木戶衣吹）                                           | 「」 | 網路廣播《就算是廣播，有大家的愛就沒問題了，對吧》主題曲 |                                                                    |
| 2013年   |                                                                  | |                                                          |                                                                    |
| 4月24日  | THE IDOLM@STER LIVE THE@TER PERFORMANCE 01 Thank You!            | 765 MILLION ALLSTARS | 「Thank You!」                                           | 遊戲《偶像大師 百萬人演唱會》主題曲                                |
| 4月24日  | THE IDOLM@STER LIVE THE@TER PERFORMANCE 01 Thank You!            | MILLIONSTARS | 「Thank You!（765THEATER ver.）」                        | 遊戲《偶像大師 百萬人演唱會》主題曲                                |
| 9月18日  |                                                                  | 安藤夏希（木戶衣吹）、道明寺櫻（小林美晴） | 「」                                                     | 電視動畫《歸宅部活動記錄』片尾曲（第1－3、12話）                   |
| 9月18日  | 安藤夏希（木戶衣吹）、塔野花梨（結名美月）、古橋愛（田邊留依）   | 「」 | 電視動畫《歸宅部活動記錄》角色歌曲                       |                                                                    |
| 11月27日 | THE IDOLM@STER LIVE THE@TER PERFORMANCE 08                       | 矢吹可奈（木戶衣吹） | 「」                                                     | 遊戲《偶像大師 百萬人演唱會》角色歌                                |
| 11月27日 | THE IDOLM@STER LIVE THE@TER PERFORMANCE 08                       | 高槻彌生（仁後真耶子）、大神環（稻川英里）、中谷育（原嶋燈）、矢吹可奈（木戶衣吹） | 「Good-Sleep, Baby♡」                                    | 遊戲《偶像大師 百萬人演唱會》角色歌                                |
| 2014年   |                                                                  | |                                                          |                                                                    |
| 3月1日   | Piece                                                            | 美奈（木戶衣吹） | 「私が一番☆Lovely Angel」                                | 電視動畫《姐姐來了》角色歌                                         |
| 4月23日  | 青春紀行 BD、DVD第5卷特典CD                                      | 加賀香子（堀江由衣）、林田奈奈（茅野愛衣）、岡千波（木戶衣吹） | 「 -女3人ver.-」                                         | 遊戲《青春紀行 Vivid Memories》片尾曲                              |
| 4月23日  | 青春紀行 BD、DVD第5卷特典CD                                      | 岡千波（木戶衣吹） | 「-千波ver.-」                                           | 遊戲《青春紀行 Vivid Memories》片尾曲                              |
| 4月30日  |                                                                  | YELL［菜波·K·布列德費爾德（木戶衣吹）、魔法澤茜（茅野愛衣）、召喚寺菊乃（阿澄佳奈）、盗賊山惠（花澤香菜）、英雄崎凜（日笠陽子）、忍者林瑠璃（諏訪彩花）］                                                            | 「」                                                     | 電視動畫《如果折斷她的旗》片尾曲                                   |
| 4月30日  | 菜波·K·布列德費爾德（木戶衣吹）、魔法澤茜（茅野愛衣）            | 「」 | 電視動畫《如果折斷她的旗》角色歌                         |                                                                    |
| 5月14日  | Suki Suki//LINKS                                                 | 友寄勁子（大橋彩香）、真境名鈍子（木戶衣吹）、吳屋急子（田所梓） | 「Suki Suki//LINKS」                                     | 電視動畫《健全機鬥士》片尾曲                                       |
| 5月14日  | Suki Suki//LINKS                                                 | 真境名鈍子（木戶衣吹） | 「」                                                     | 電視動畫《健全機鬥士》角色歌                                       |
| 6月18日  | 如果折斷她的旗 BD、DVD第1卷特典CD                                | 菜波·K·布列德費爾德（木戶衣吹） | 「」                                                     | 電視動畫《如果折斷她的旗》角色歌                                   |
| 6月25日  | 健全機鬥士 Original Soundtrack                                   | 真境名鈍子（木戶衣吹） | 「Suki Suki//LINKS 〜鈍子ver.〜」                        | 電視動畫《健全機鬥士》角色歌                                       |
| 7月23日  | 精靈劍舞祭                                                       | にーそっくすす（木戶衣吹、優木加奈、石上靜香、大西沙織、加隈亞衣）） | 「精靈劍舞祭」                                           | 電視動畫《精靈使的劍舞》片尾曲                                     |
| 7月23日  | 精靈劍舞祭                                                       | にーそっくすす（木戶衣吹、優木加奈、石上靜香、大西沙織、加隈亞衣）） | 「KN33S0XXX」                                            | 電視動畫《精靈使的劍舞》角色歌                                     |
| 7月23日  |                                                                  | にーそっくすす（木戶衣吹、優木加奈、石上靜香、大西沙織、加隈亞衣）） | 「」                                                     | 電視動畫《精靈使的劍舞》印象曲                                     |
| 7月23日  | 青春紀行 BD、DVD第8卷特典CD                                      | 加賀香子（堀江由衣）、林田奈奈（茅野愛衣）、岡千波（木戶衣吹） | 「 -女3人 ver.-」                                        | 遊戲《青春紀行 Vivid Memories》片尾曲                              |
| 7月23日  | 青春紀行 BD、DVD第8卷特典CD                                      | 岡千波（木戶衣吹） | 「 -千波 ver.-」                                         | 遊戲《青春紀行 Vivid Memories》片尾曲                              |
| 10月8日  | 精靈使的劍舞 BD、DVD第1卷特典CD                                  | 克蕾兒·露裘（木戶衣吹） | 「」 「Holy Domain（克蕾兒·露裘 獨唱ver.）」             | 電視動畫《精靈使的劍舞》角色歌                                     |
| 10月8日  | 精靈使的劍舞 BD、DVD第1卷特典CD                                  | 「刻印讚歌」 |                                                          | 電視動畫《精靈使的劍舞》角色歌                                     |
| 11月12日 | 東京ESP 角色歌專輯 歌唱吧ESP                                     | 漆葉凜華（木戶衣吹） | 「STAY WHITE」                                           | 電視動畫《東京ESP》角色歌                                          |
| 2015年   |                                                                  | |                                                          |                                                                    |
| 1月28日  | THE IDOLM@STER LIVE THE@TER HARMONY 07                           | BIRTH | 「Color of Birth」 「Welcome!!」                         | 遊戲《偶像大師 百萬人演唱會》角色歌                                |
| 1月28日  | THE IDOLM@STER LIVE THE@TER HARMONY 07                           | 矢吹可奈（木戶衣吹） | 「」                                                     | 遊戲《偶像大師 百萬人演唱會》角色歌                                |
| 3月4日   | 精靈使的劍舞 BD、DVD第6卷特典CD                                  | | 「Holy Domain」                                          | 電視動畫《精靈使的劍舞》角色歌                                     |
| 4月4日   | THE IDOLM@STER LIVE THE@TER SOLO COLLECTION Vol.01               | 矢吹可奈（木戶衣吹） | 「Birth of Color」                                       | 遊戲《偶像大師 百萬人演唱會》角色歌                                |
| 4月4日   | THE IDOLM@STER LIVE THE@TER SOLO COLLECTION Vol.02               | 矢吹可奈（木戶衣吹） | 「Good-Sleep, Baby♡」                                    | 遊戲《偶像大師 百萬人演唱會》角色歌                                |
| 5月20日  | 角色歌 〔天海 盤〕                                               | 天海響（木戶衣吹）、井上成美（伊藤美來）、上原佳奈（飯田穗）、江角京子（M・A・O）、小川真琴（山崎惠理） | 「」                                                     | 電視動畫《靈感少女》角色歌                                         |
| 5月20日  | 角色歌 〔天海 盤〕                                               | 天海響與夥伴們 | 「」                                                     | 電視動畫《靈感少女》角色歌                                         |
| 5月20日  | 角色歌 〔天海 盤〕                                               | 天海響（木戶衣吹） | 「」                                                     | 電視動畫《靈感少女》角色歌                                         |
| 5月20日  | 角色歌 〔井上、小川 盤〕                                         | 天海響（木戶衣吹）、井上成美（伊藤美來）、上原佳奈（飯田穗）、江角京子（M・A・O）、小川真琴（山崎惠理） | 「」                                                     | 電視動畫《靈感少女》角色歌                                         |
| 5月20日  | 角色歌 〔上原、江角 盤〕                                         | 天海響（木戶衣吹）、井上成美（伊藤美來）、上原佳奈（飯田穗）、江角京子（M・A・O）、小川真琴（山崎惠理） | 「」                                                     | 電視動畫《靈感少女》角色歌                                         |
| 6月17日  | 靈感少女 BD、DVD第0卷特典CD                                      | 天海響與幽靈［天海響（木戶衣吹）、代答武士（川原慶久）、辣妹幽靈（内田彩）、花子（井澤美香子）、色貓（鯨）、地縛靈（最上嗣生）］                                                                                     | 「」                                                     | 電視動畫《靈感少女》角色歌                                         |
| 7月15日  | 靈感少女 BD、DVD第1卷特典CD                                      | 笨蛋山田與5名靈感少女［天海響（木戶衣吹）、井上成美（伊藤美來）、上原佳奈（飯田穗）、江角京子（M・A・O）、小川真琴（山崎惠理）、山田健太（山谷祥生）］                                                               | 「」                                                     | 電視動畫《靈感少女》角色歌                                         |
| 9月16日  | 靈感少女 BD、DVD第3卷特典CD                                      | All Star Cast | 「」                                                     | 電視動畫《靈感少女》角色歌                                         |
| 9月30日  | THE IDOLM@STER LIVE THE@TER DREAMERS 01 Dreaming!                | MILLIONSTARS | 「Welcome!!」                                            | 遊戲《偶像大師 百萬人演唱會》角色歌                                |
| 10月28日 | THE IDOLM@STER LIVE THE@TER DREAMERS 02                          | 天海春香（中村繪里子）、春日未來（山崎遙）、北上麗花（平山笑美）、北澤志保（雨宮天）、茱莉亞（愛美）、高槻彌生（仁後真耶子）、所惠美（藤井幸代）、七尾百合子（伊藤美來）、望月杏奈（夏川椎菜）、矢吹可奈（木戶衣吹） | 「Dreaming!」                                            | 遊戲《偶像大師 百萬人演唱會》角色歌                                |
| 10月28日 | THE IDOLM@STER LIVE THE@TER DREAMERS 02                          | 高槻彌生（仁後真耶子） × 矢吹可奈（木戶衣吹） | 「Eternal Spiral」                                       | 遊戲《偶像大師 百萬人演唱會》角色歌                                |
| 2016年   |                                                                  | |                                                          |                                                                    |
| 1月30日  | THE IDOLM@STER LIVE THE@TER SOLO COLLECTION Vol.03 Vocal Edition | 矢吹可奈（木戶衣吹） | 「Eternal Spiral」                                       | 遊戲《偶像大師 百萬人演唱會》角色歌                                |
| 4月27日  | STAR☆T                                                           | Tiara | 「」                                                     | 遊戲《戰鬥女子學園》角色歌                                         |
| 7月13日  | TV動畫『爆音少女!!』角色歌迷你專輯                               | 中野千雨（木戶衣吹） | 「」                                                     | 電視動畫《爆音少女!!》角色歌                                       |
| 7月13日  | TV動畫『爆音少女!!』角色歌迷你專輯                               | 佐倉羽音（上田麗奈）、鈴乃木凜（東山奈央）、天野恩紗（內山夕實）、三之輪聖（山口立花子）、中野千雨（木戶衣吹） | 「（Five Cylinder ver.）」                               | 電視動畫《爆音少女!!》片尾曲                                       |
| 11月9日  | THE IDOLM@STER THE@TER ACTIVITIES 03                             | 矢吹可奈（木戶衣吹）、佐竹美奈子（大關英里）、篠宮可憐（近藤唯）、真壁瑞希（阿部里果）、北上麗花（平山笑美） | 「赤い世界が消える頃」 「DIAMOND DAYS」                  | 遊戲《偶像大師 百萬人演唱會》角色歌                                |
| 12月7日  | THE IDOLM@STER LIVE THE@TER FORWARD 01 Sunshine Rhythm           | Sunshine Rhythm | 「」                                                     | 遊戲《偶像大師 百萬人演唱會》角色歌                                |
| 12月7日  | THE IDOLM@STER LIVE THE@TER FORWARD 01 Sunshine Rhythm           | カプリコーン | 「NO CURRY NO LIFE」                                     | 遊戲《偶像大師 百萬人演唱會》角色歌                                |
| 2017年   |                                                                  | |                                                          |                                                                    |
| 2月22日  |                                                                  | 藤宮櫻（久野美咲）、南日向（五十嵐裕美）、莎朶霓（悠木碧）、千導院楓（木戶衣吹） | 「夏音-フシギナイロ-」                                   | 遊戲《戰鬥女子學園》角色歌                                         |
| 3月10日  | THE IDOLM@STER LIVE THE@TER SOLO COLLECTION 04 Sunshine Theater  | 矢吹可奈（木戶衣吹） | 「DIAMOND DAYS」                                         | 遊戲《偶像大師 百萬人演唱會》角色歌                                |
| 4月19日  | SHOW BY ROCK!!# BD 第5卷特典CD                                   | 珮珮因（田中愛美）、韓朵蕾柯（木戶衣吹） | 「Serve a Master」                                       | 電視動畫《SHOW BY ROCK!!#》角色歌                                  |
| 7月26日  | 星之羈絆（ホシノキズナ）                                                     | 神樹峰女學園星守班 | 「ホシノキズナ」                                         | 電視動畫《戰鬥女子學園》片頭曲                                     |
| 7月26日  | THE IDOLM@STER MILLION THE@TER GENERATION 01 Brand New Theater!  | 765 MILLION ALLSTARS | 「Brand New Theater!」                                   | 遊戲《偶像大師 百萬人演唱會！ 劇場時光》主題曲                     |
| 7月26日  | THE IDOLM@STER MILLION THE@TER GENERATION 01 Brand New Theater!  | 765 MILLION ALLSTARS | 「Dreaming!」                                            | 遊戲《偶像大師 百萬人演唱會！ 劇場時光》角色歌                     |
| 8月23日  | 情色漫畫老師 BD・DVD第三卷特典CD                                 | 神野惠（木戶衣吹） | 「」                                                     | 電視動畫《情色漫畫老師》角色歌                                     |
| 12月6日  | THE IDOLM@STER MILLION LIVE! M@STER SPARKLE 04                   | 矢吹可奈（木戶衣吹） | 「」                                                     | 遊戲《偶像大師 百萬人演唱會！ 劇場時光》角色歌                     |
| 11月27日 | Blooming Clover 1 限定版特典CD                                   | 矢吹可奈（木戶衣吹）、北澤志保（雨宮天） | 「L・O・B・M」                                           | 漫畫《偶像大師百萬人演唱會！Blooming Clover》第1卷限定版特典CD歌曲 |
| 11月27日 | Blooming Clover 1 限定版特典CD                                   | 矢吹可奈（木戶衣吹） | 「」                                                     | 漫畫《偶像大師百萬人演唱會！Blooming Clover》第1卷限定版特典CD歌曲 |
| 2018年   |                                                                  | |                                                          |                                                                    |
| 1月24日  |                                                                  | 灰島依咲里（釘宮理惠）、灰島華賀利（釘宮理惠）、緋之宮二穗（木戶衣吹）、蒼井雪枝（牧野由依）、山吹楓（藤野泰子） | 「」                                                     | 遊戲《學園少女突襲者》角色歌                                       |
| 1月24日  | 戰鬥女子學園 BD・DVD第3卷特典CD                                  | 千導院楓（木戶衣吹） | 「」「」 「」                                            | 電視動畫《戰鬥女子學園》角色歌                                     |
| 1月31日  | THE IDOLM@STER MILLION THE@TER GENERATION 04                     | Princess Stars | 「Princess Be Ambitious!!」                              | 遊戲《偶像大師 百萬人演唱會！ 劇場時光》角色歌                     |
| 1月31日  | THE IDOLM@STER MILLION THE@TER GENERATION 04                     | Princess Stars | 「Brand New Theater!」                                   | 遊戲《偶像大師 百萬人演唱會！ 劇場時光》角色歌                     |
| 4月4日   | THE IDOLM@STER MILLION LIVE! M@STER SPARKLE 08                   | 765 MILLION ALLSTARS | 「Brand New Theater!」                                   | 遊戲《偶像大師 百萬人演唱會！ 劇場時光》角色歌                     |
| 5月30日  | 超異域公主連結☆Re:Dive PRICONNE CHARACTER SONG 03                | 望（日笠陽子）、千歌（福原綾香）、紡希（木戶衣吹） | 「Shining Future」                                       | 遊戲《超異域公主連結☆Re:Dive》插入曲                               |
| 6月2日   | THE IDOLM@STER LIVE THE@TER SOLO COLLECTION 06                   | 矢吹可奈（木戶衣吹） | 「」                                                     | 遊戲《偶像大師 百萬人演唱會！》角色歌                              |
| 7月7日   | Blooming Clover 3 限定版特典CD                                   | 天海春香（中村繪里子）、春日未來（山崎遙）、矢吹可奈（木戶衣吹） | 「ONLY MY NOTE」                                         | 漫畫《偶像大師百萬人演唱會！Blooming Clover》第3卷限定版特典CD歌曲 |
| 7月7日   | Blooming Clover 3 限定版特典CD                                   | 櫻守歌織（香里有佐）、高山紗代子（駒形友梨）、矢吹可奈（木戶衣吹） | 「MUSIC♪」                                               | 漫畫《偶像大師百萬人演唱會！Blooming Clover》第3卷限定版特典CD歌曲 |
| 8月8日   | Unending blue                                                    | 二階堂玲衣（木戶衣吹） | 「Unending blue」                                        | 遊戲《世界末日症候群》主題曲                                       |
| 8月8日   | Unending blue                                                    | 二階堂玲衣（木戶衣吹） | 「真夏のシークレット-5uk1-」                             | 遊戲《世界末日症候群》插入曲                                       |
| 8月17日  |                                                                  | 不知火葉月（富岡美沙子）、美山椿芽（石原夏織）、杏橋天音（伊瀨茉莉也）、篠宮明佳里（富永美杜）、緋之宮二穗（木戶衣吹）                                                                                               | 「」                                                     | 遊戲《學園少女突襲者》角色歌                                       |
| 8月29日  | THE IDOLM@STER MILLION THE@TER GENERATION 11 UNION!!             | 765 MILLION ALLSTARS | 「UNION!!」 「Welcome!!」                                | 遊戲《偶像大師 百萬人演唱會！ 劇場時光》一周年紀念曲               |
| 9月26日  | 超異域公主連結☆Re:Dive PRICONNE CHARACTER SONG 05                | 紡希（木戶衣吹） | 「」                                                     | 遊戲《超異域公主連結☆Re:Dive》插入曲                               |
| 12月27日 | Blooming Clover 4 限定版特典CD                                   | 矢吹可奈（木戶衣吹）、箱崎星梨花（麻倉桃）、高坂海美（上田麗奈） | 「Dreaming!」                                            | 漫畫《偶像大師百萬人演唱會！Blooming Clover》第4卷限定版特典CD歌曲 |
| 2019年   |                                                                  | |                                                          |                                                                    |
| 2月15日  | （Brand New Ver.）                                               | Sunshine Rhythm | 「（Brand New Ver.）」                                   | 遊戲《偶像大師 百萬人演唱會！ 劇場時光》角色歌                     |
| 4月27日  | THE IDOLM@STER THE@TER SOLO COLLECTION 07 PRINCESS STARS         | 矢吹可奈（木戶衣吹） | 「Brand New Theater!」                                   | 遊戲《偶像大師 百萬人演唱會！ 劇場時光》角色歌                     |
| 5月29日  | THE IDOLM@STER MILLION THE@TER GENERATION 17 STAR ELEMENTS       | STAR ELEMENTS | 「Episode. Tiara」「ギブミーメタファー」                 | 遊戲《偶像大師 百萬人演唱會！ 劇場時光》角色歌                     |
| 6月27日  | Blooming Clover 5 限定版特典CD                                   | 矢吹可奈（木戶衣吹）、箱崎星梨花（麻倉桃）、北澤志保（雨宮天）、高坂海美（上田麗奈） | 「Clover Days」                                          | 漫畫《偶像大師百萬人演唱會！Blooming Clover》第5卷限定版特典CD歌曲 |
| 6月27日  | Blooming Clover 5 限定版特典CD                                   | 矢吹可奈（木戶衣吹）、北澤志保（雨宮天） | 「」                                                     | 漫畫《偶像大師百萬人演唱會！Blooming Clover》第5卷限定版特典CD歌曲 |
| 7月24日  | THE IDOLM@STER MILLION THE@TER WAVE 01 Flyers!!!                 | 765 MILLION ALLSTARS | 「Flyers!!!」                                            | 遊戲《偶像大師 百萬人演唱會！ 劇場時光》兩周年紀念曲               |
| 10月23日 | Entrance／                                                       | らき（逢來凜）、あいね（松永茜）、みお（木戶衣吹） from BEST FRIENDS！ | 「Entrance」                                             | 電視動畫《偶像活動 on Parade！》片頭曲                             |
| 2020年   |                                                                  | |                                                          |                                                                    |
| 1月8日   | FANATIC!                                                         | 三日月眼 | 「FANATIC!」 「」                                        | 《IDOL舞SHOW》角色歌                                               |
| 1月8日   | FANATIC! 通常盤                                                  | NO PRINCESS、三日月眼、X-UC | 「」                                                     | 《IDOL舞SHOW》角色歌                                               |
| 3月27日  | Blooming Clover 6 限定版特典CD                                   | 矢吹可奈（木戶衣吹） | 「」                                                     | 漫畫《偶像大師百萬人演唱會！Blooming Clover》第6卷限定版特典CD歌曲 |
| 4月29日  | 超異域公主連結☆Re:Dive PRICONNE CHARACTER SONG 14                | 望（日笠陽子）、千歌（福原綾香）、紡希（木戶衣吹） | 「Call Me Darling!」                                     | 遊戲《超異域公主連結☆Re:Dive》插入曲                               |
| 8月26日  | THE IDOLM@STER MILLION THE@TER WAVE 10 Glow Map                  | 765 MILLION ALLSTARS | 「Glow Map」                                             | 遊戲《偶像大師 百萬人演唱會！ 劇場時光》三周年紀念曲               |
| 10月7日  | Our future                                                       | 三日月眼 | 「 Our future」 「」                                     | 《IDOL舞SHOW》角色歌                                               |

### 组合成员
1. 1 2 3 4 5 6  天海春香（中村繪里子）、如月千早（今井麻美）、星井美希（長谷川明子）、萩原雪步（淺倉杏美）、高槻彌生（仁後真耶子）、菊地真（平田宏美）、水瀨伊織（釘宮理惠）、四條貴音（原由實）、秋月律子（若林直美）、三浦梓（高橋智秋）、雙海亞美／真美（下田麻美）、我那霸響（沼倉愛美）、春日未來（山崎遙）、最上靜香（田所梓）、伊吹翼（Machico）、田中琴葉（種田梨沙）、島原艾琳娜（角元明日香）、佐竹美奈子（大關英里）、所惠美（藤井幸代）、德川茉莉（諏訪彩花）、箱崎星梨花（麻倉桃）、野野原茜（小笠原早紀）、望月杏奈（夏川椎菜）、ROCO（中村溫姬）、七尾百合子（伊藤美來）、高山紗代子（駒形友梨）、松田亞利沙（村川梨衣）、高坂海美（上田麗奈）、中谷育（原嶋燈）、天空橋朋花（小岩井小鳥）、艾蜜莉·司徒亞特（郁原由宇）、北澤志保（雨宫天）、舞濱步（戶田惠）、木下日向（田村奈央）、矢吹可奈（木戶衣吹）、橫山奈緒（渡部優衣）、二階堂千鶴（野村香菜子）、馬場木實（高橋未奈美）、大神環（稻川英里）、豐川風花（末柄里惠）、宮尾美也（桐谷蝶蝶）、福田法子（濱崎奈奈）、真壁瑞希（阿部里果）、篠宮可憐（近藤唯）、百瀨莉緒（山口立花子）、永吉昴（齊藤佑圭）、北上麗花（平山笑美）、周防桃子（渡部惠子）、茱莉亞（愛美）、白石紬（南早紀）、櫻守歌織（香里有佐）
2. 1 2  春日未來（山崎遙）、木下日向（田村奈央）、茱莉亞（愛美）、高山紗代子（駒形友梨）、田中琴葉（種田梨沙）、天空橋朋花（小岩井小鳥）、箱崎星梨花（麻倉桃）、松田亞利沙（村川梨衣）、最上靜香（田所梓）、望月杏奈（夏川椎菜）、矢吹可奈（木戶衣吹）、艾蜜莉·司徒亞特（郁原由宇）、大神環（稻川英里）、北上麗花（平山笑美）、高坂海美（上田麗奈）、佐竹美奈子（大關英里）、島原艾琳娜（角元明日香）、永吉昴（齊藤佑圭）、野野原茜（小笠原早紀）、馬場木實（高橋未奈美）、福田法子（濱崎奈奈）、舞濱步（戶田惠）、真壁瑞希（阿部里果）、百瀨莉緒（山口立花子）、橫山奈緒（渡部優衣）、伊吹翼（Machico）、北澤志保（雨宫天）、篠宮可憐（近藤唯）、周防桃子（渡部惠子）、德川茉莉（諏訪彩花）、所惠美（藤井幸代）、豐川風花（末柄里惠）、中谷育（原嶋燈）、七尾百合子（伊藤美來）、二階堂千鶴（野村香菜子）、ROCO（中村溫姬）、宮尾美也（桐谷蝶蝶）
3. ↑  菊地真（平田宏美）、萩原雪步（淺倉杏美）、舞濱步（戶田惠）、三浦梓（高橋智秋）、矢吹可奈（木戶衣吹）
4. ↑  天海響（木戶衣吹）、井上成美（伊藤美來）、上原佳奈（飯田里穗）、江角京子（M·A·O）、小川真琴（山崎惠理）
5. ↑  星月美紀（洲崎綾）、天野望（東山奈央）、常磐胡桃（早見沙織）、南日向（五十嵐裕美）、千導院楓（木戶衣吹）、莎朶霓（悠木碧）
6. ↑  伊吹翼（Machico）、艾蜜莉·司徒亞特（郁原由宇）、木下日向（田村奈央）、佐竹美奈子（大關英里）、島原艾琳娜（角元明日香）、中谷育（原嶋燈）、福田法子（濱崎奈奈）、望月杏奈（夏川椎菜）、百瀨莉緒（山口立花子）、矢吹可奈（木戶衣吹）、橫山奈緒（渡部優衣）、ROCO（中村溫姬）
7. ↑  望月杏奈（夏川椎菜）、百瀨莉緒（山口立花子）、矢吹可奈（木戶衣吹）
8. ↑  星月美紀（洲崎綾）、若葉昴（佐仓绫音）、成海遙香（雨宮天）、天野望（東山奈央）、火向井百合（上坂堇）、常磐胡桃（早見沙織）、煌上花音（本渡楓）、國枝詩穗（下地紫野）、粒咲杏子（內山夕實）、芹澤蓮華（南條愛乃）、楠明日葉（田村睦心）、藤宮櫻（久野美咲）、南日向（五十嵐裕美）、莎朵霓（悠木碧）、千導院楓（木戶衣吹）、綿木蜜雪兒（加藤英美里）、朝比奈心美（原田瞳）、蓮見烏拉拉（內田真禮）、美紗希（高橋李依）
9. ↑  天海春香（中村繪里子）、如月千早（今井麻美）、星井美希（長谷川明子）、萩原雪步（淺倉杏美）、高槻彌生（仁後真耶子）、菊地真（平田宏美）、水瀨伊織（釘宮理惠）、四條貴音（原由實）、秋月律子（若林直美）、三浦梓（高橋智秋）、雙海亞美／真美（下田麻美）、我那霸響（沼倉愛美）、春日未來（山崎遙）、最上靜香（田所梓）、伊吹翼（Machico）、島原艾琳娜（角元明日香）、佐竹美奈子（大關英里）、所惠美（藤井幸代）、德川茉莉（諏訪彩花）、箱崎星梨花（麻倉桃）、野野原茜（小笠原早紀）、望月杏奈（夏川椎菜）、ROCO（中村溫姬）、七尾百合子（伊藤美來）、高山紗代子（駒形友梨）、松田亞利沙（村川梨衣）、高坂海美（上田麗奈）、中谷育（原嶋燈）、天空橋朋花（小岩井小鳥）、艾蜜莉·司徒亞特（郁原由宇）、北澤志保（雨宫天）、舞濱步（戶田惠）、木下日向（田村奈央）、矢吹可奈（木戶衣吹）、橫山奈緒（渡部優衣）、二階堂千鶴（野村香菜子）、馬場木實（高橋未奈美）、大神環（稻川英里）、豐川風花（末柄里惠）、宮尾美也（桐谷蝶蝶）、福田法子（濱崎奈奈）、真壁瑞希（阿部里果）、篠宮可憐（近藤唯）、百瀨莉緒（山口立花子）、永吉昴（齊藤佑圭）、北上麗花（平山笑美）、周防桃子（渡部惠子）、茱莉亞（愛美）、白石紬（南早紀）、櫻守歌織（香里有佐）
10. ↑  春日未來（山崎遙）、德川茉莉（諏訪彩花）、矢吹可奈（木戶衣吹）、七尾百合子（伊藤美來）、艾蜜莉·司徒亞特（郁原由宇）
11. ↑  天海春香（中村繪里子）、我那霸響（沼倉愛美）、菊地真（平田宏美）、萩原雪步（淺倉杏美）、春日未來（山崎遙）、艾蜜莉·司徒亞特（郁原由宇）、高坂海美（上田麗奈）、佐竹美奈子（大關英里）、高山紗代子（駒形友梨）、德川茉莉（諏訪彩花）、中谷育（原嶋燈）、七尾百合子（伊藤美來）、福田法子（濱崎奈奈）、松田亞利沙（村川梨衣）、矢吹可奈（木戶衣吹）、橫山奈緒（渡部優衣）
12. ↑  伊吹翼（Machico）、艾蜜莉·司徒亞特（郁原由宇）、木下日向（田村奈央）、佐竹美奈子（大關英里）、島原艾琳娜（角元明日香）、中谷育（原嶋燈）、福田法子（濱崎奈奈）、望月杏奈（夏川椎菜）、百瀨莉緒（山口立花子）、矢吹可奈（木戶衣吹）、橫山奈緒（渡部優衣）、ROCO（中村溫姬）、櫻守歌織（香里有佐）
13. ↑  春日未來（山崎遙）、矢吹可奈（木戶衣吹）、田中琴葉（種田梨沙）
14. 1 2 3  綾瀨雙葉（木戶衣吹）、若月美鈴（岡咲美保）、金剛寺ゆい（中島由貴）
15. ↑  花園ユイカ（Machico）、星野しほ（倉知玲鳳）、明瀬亜美（堀内まり菜）、胡桃坂らぶ（阿部壽世）
16. ↑  羽美野りさ（諏訪奈奈香）、猿野さくら（花谷麻妃）、星月小春（豐田萌繪）、掛川こころ（長谷川玲奈）、安奈あき（酒井美沙乃）、百合ヶ丘みさき（鈴木杏奈）、霧野しおり（北原侑奈）、八村かをり（青山桜子）、伊佐山エリナ（二之宮唯）、清見みさ緒（石飛惠里花）

## 外部連結
- Horipro官方網站-木戶衣吹- （页面存档备份，存于） （日語）
- 木戶衣吹個人blog （页面存档备份，存于） （日語）
- 木戶衣吹的X（前Twitter）（日語）